# Тарасівка (зупинний пункт, Південна залізниця)
Тара́сівка — пасажирський залізничний зупинний пункт Полтавської дирекції Південної залізниці.

## Загальний опис
Розташований у селі Тарасівка, Гребінківського району Полтавської області на лінії Прилуки — Гребінка між станціями Гребінка (11 км) та Пирятин (5 км). 
На платформі зупиняються приміські поїзди.